# Alençonkant

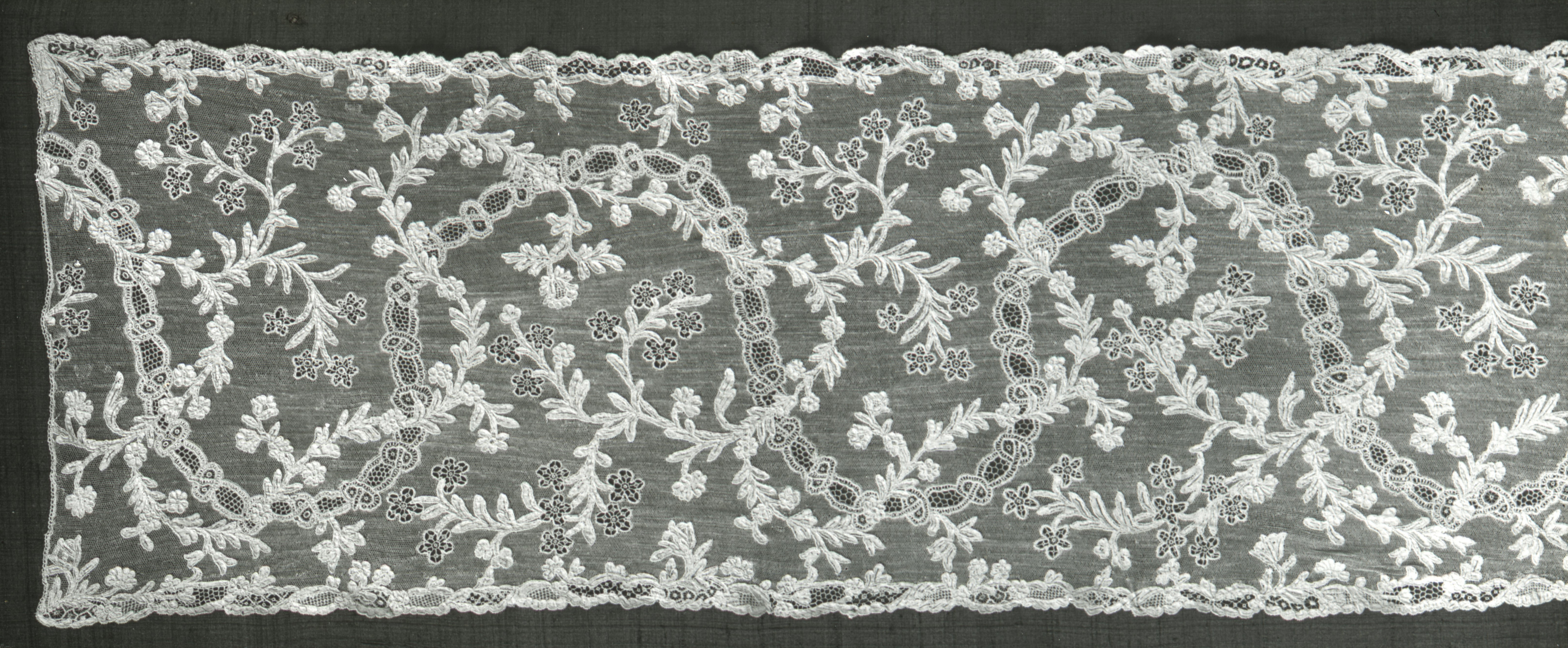
Alençonkant uit halverwege de 18e eeuw

Alençonkant is een vorm van naaldkant die zijn oorsprong heeft in de 17e eeuw in Alençon (Frankrijk). Het kant wordt sinds de eerste Wereldtentoonstelling van 1851 in Londen wel de 'Koningin van het kant' genoemd. Alençonkant werd in het verleden o.a. toegepast in platte kragen, cravates (kanten beffen), mouwranden, sluiers, waaiers en zakdoeken. In de 21ste eeuw wordt het materiaal met name toegepast bij het maken van doop- en trouwjurken.

## Geschiedenis
Het maken van naaldkant begon in Alençon in de 16e eeuw. Rond 1650 introduceerde kantwerkster Marthe La Perrière in Alençon de Italiaanse kanttechniek genaamd Point de Venise. Ze verfijnde deze techniek rond 1660 tot een kantsoort die Point de France werd genoemd, later Point d'Alençon. Bij deze techniek werd perkament gebruikt om het patroon te maken.
Naast de techniek van het naaldkant verbeterde La Perrière ook de productie van het kant door taken te verdelen over verschillende arbeiders. Door arbeiders aan te moedigen zich te specialiseren in een specifiek onderdeel van het kantwerkproces verhoogde La Perrière de kwaliteit van het geproduceerde kant.
Na de ontwikkeling van het alençonkant door La Perrière werd tijdens het bewind van Lodewijk XIV de lokale industrie snel uitgebreid onder leiding van Jean-Baptiste Colbert. Hij richtte in 1665 een koninklijk atelier op in de stad om kant te produceren. Dit atelier moest de afhankelijkheid van het Franse hof van dure buitenlandse import verminderen. Hij vestigde tevens een monopolie op de productie van het alençonkant dat door La Perrière was ontworpen. La Perrière bleef haar kant tijdens het tienjarige monopolie in het geheim maken. De koninklijke manufactuur stelde in haar hoogdagen in de 18e eeuw tot wel 8.000 kantwerksters tewerk.
Hoewel de vraag naar alençonkant na de Franse Revolutie sterk afnam kreeg het tijdens het Tweede Franse Keizerrijk een deel van zijn populariteit terug. Aan het einde van de 19e eeuw verminderde de vraag door veranderingen in de mode en de ontwikkeling van goedkoper, machinaal vervaardigd kant.
Handgemaakt naaldkant overleefde op kleine schaal. Deze techniek werd in stand gehouden door de Karmelietessen in Alençon. In 1902 werd een school voor kantwerk geopend. In 1976 werd in de stad een Nationale Kantwerkplaats opgericht om ervoor te zorgen dat deze naaldkanttechniek zou blijven voortbestaan. In het Musée des Beaux Arts et de la Dentelle, gelegen in het stadscentrum en grenzend aan het atelier, is een permanente tentoonstelling te zien over hoe het kant gemaakt wordt. De ateliers zelf zijn enkele dagen per jaar open voor het publiek.

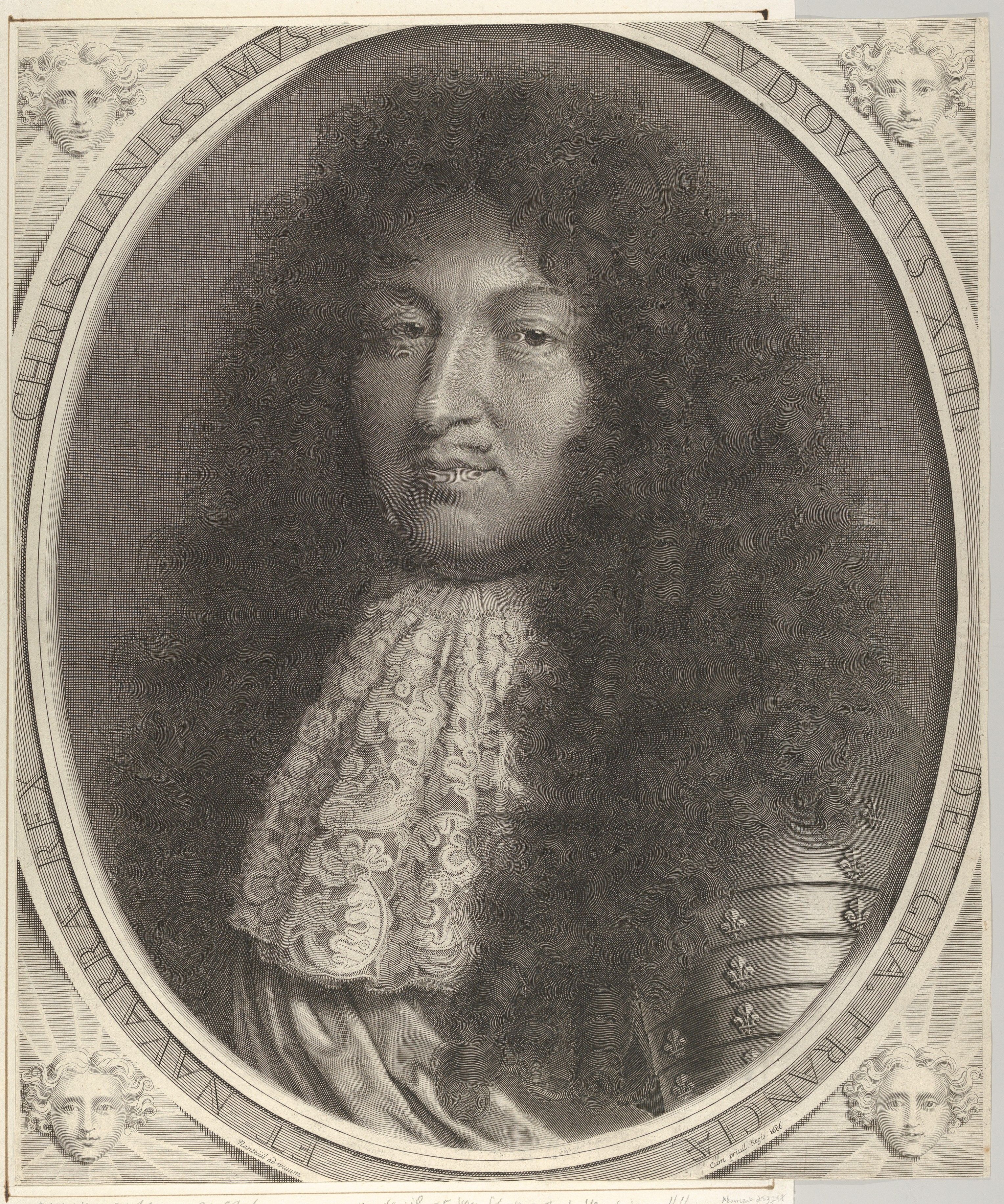
Lodewijk XIV met cravate van alençonkant
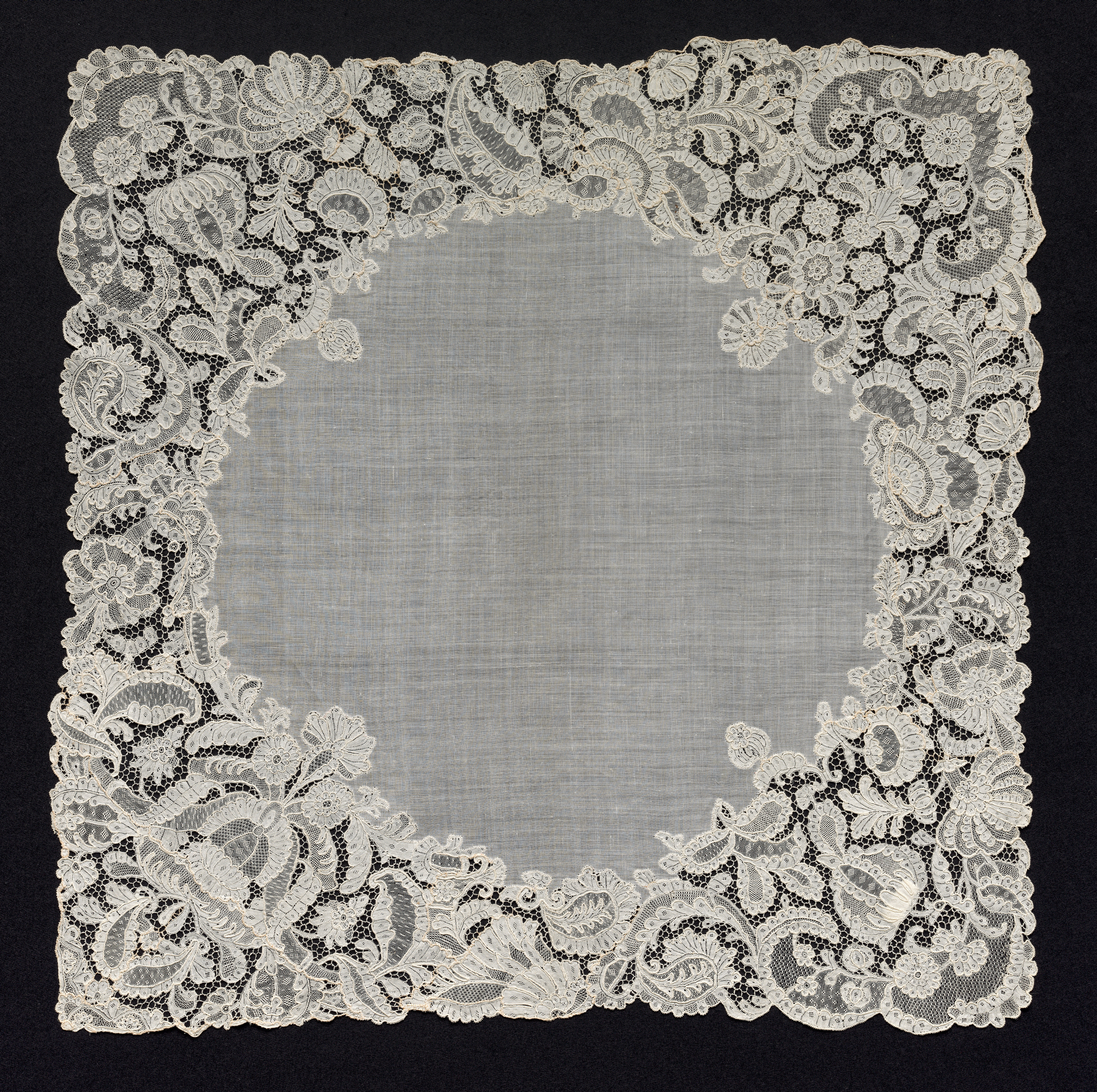
Zakdoek van alençonkant, 18e eeuw
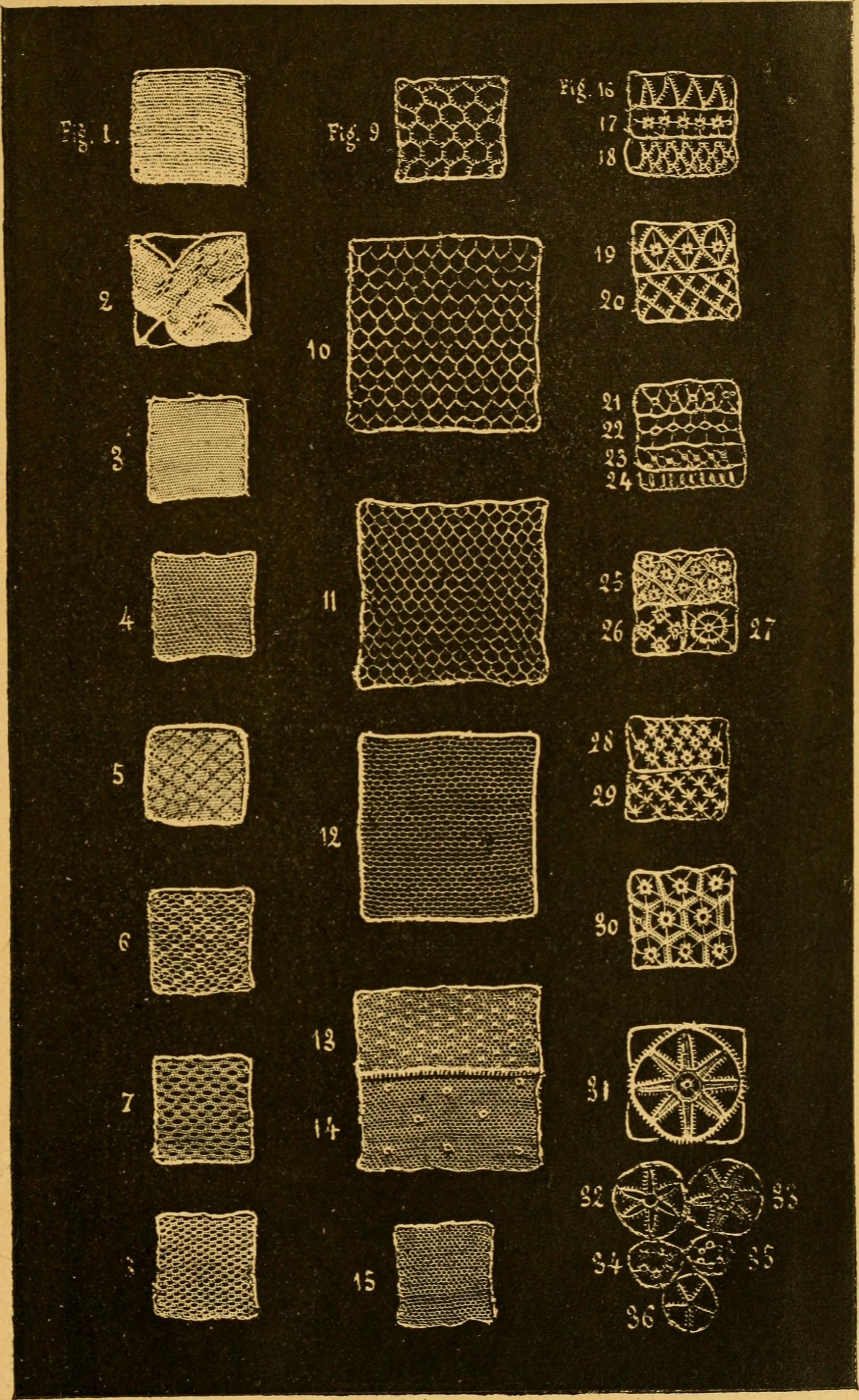
Illustratie in een boek met verschillende technieken, 1886
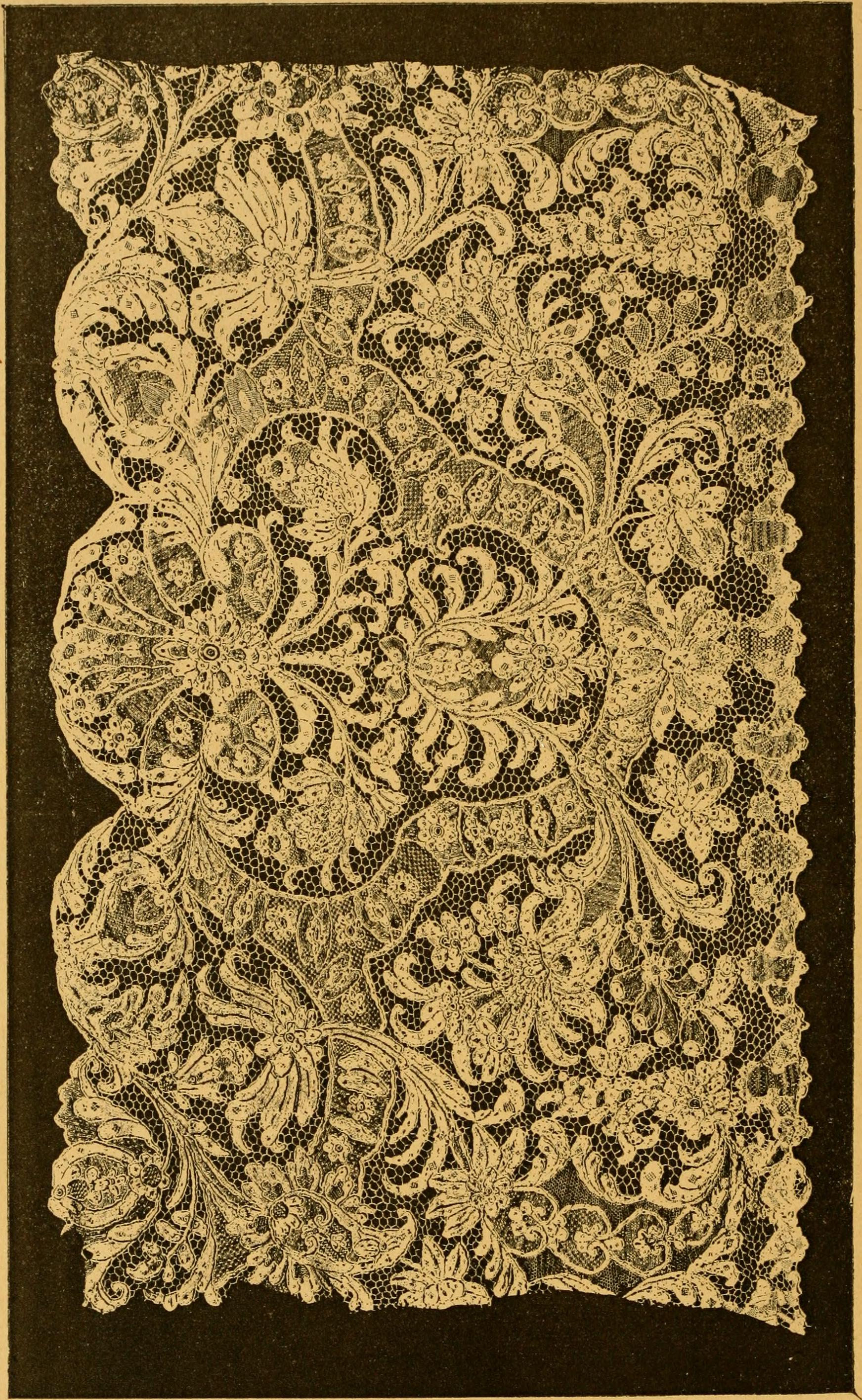
Kant uit 1886
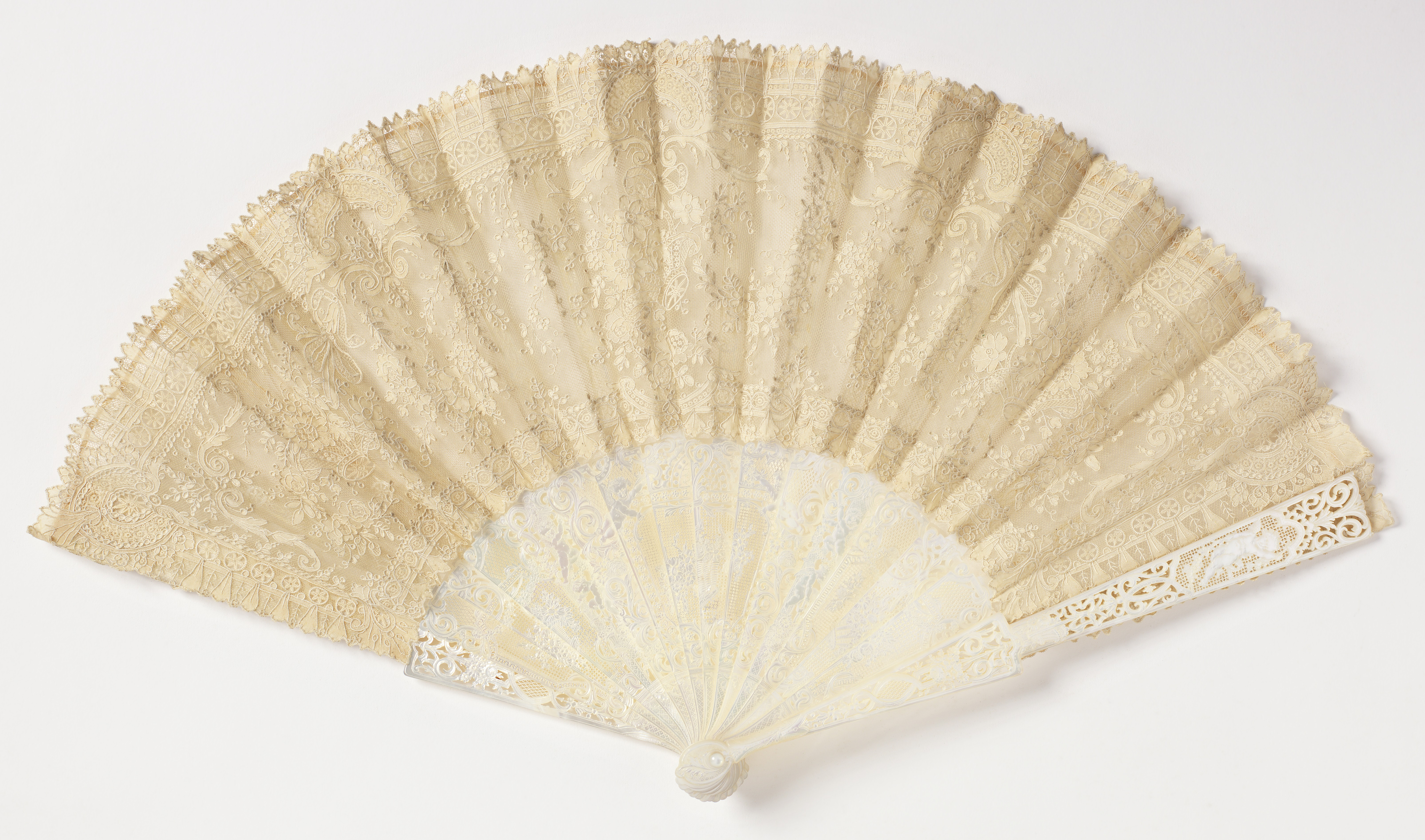
Waaier van alençonkant, 19e eeuw

## Techniek
Het kant wordt met de hand gemaakt op het oppervlak van een met canvas bekleed en geperforeerd perkament. De kantwerkster houdt het perkament in haar ene hand en voert lussteken uit met de andere hand, waarbij de naald ingeregen blijft. Het kant wordt gekenmerkt door een netwerk van lussteken, fantasiesteken die modes worden genoemd, borduurmotieven (brodes, strengen van garen bedekt met strakke festonsteken die reliëfs vormen), en bedekt met strakke knoopsgatsteken.

## Erfgoed
UNESCO voegde in november 2010 het alençonkant toe aan de lijst van Immaterieel Cultureel Erfgoed van de mensheid.

## Trivia
- Marie-Azélie Guérin Martin, de moeder van de heilige Theresia van Lisieux (en zelf ook heilig verklaard), was een beroemde kantwerkster in Alençon.